# تپه کله دشت
تپه کله دشت مربوط به دوران پیش از تاریخ ایران باستان تا دوران‌های تاریخی پس از اسلام است و در شهرستان ساوه، بخش نوبران، روستای کله‌دشت واقع شده و این اثر در تاریخ ۲۵ اسفند ۱۳۸۰ با شمارهٔ ثبت ۵۶۲۱ به‌عنوان یکی از آثار ملی ایران به ثبت رسیده است.